# 앤 헴

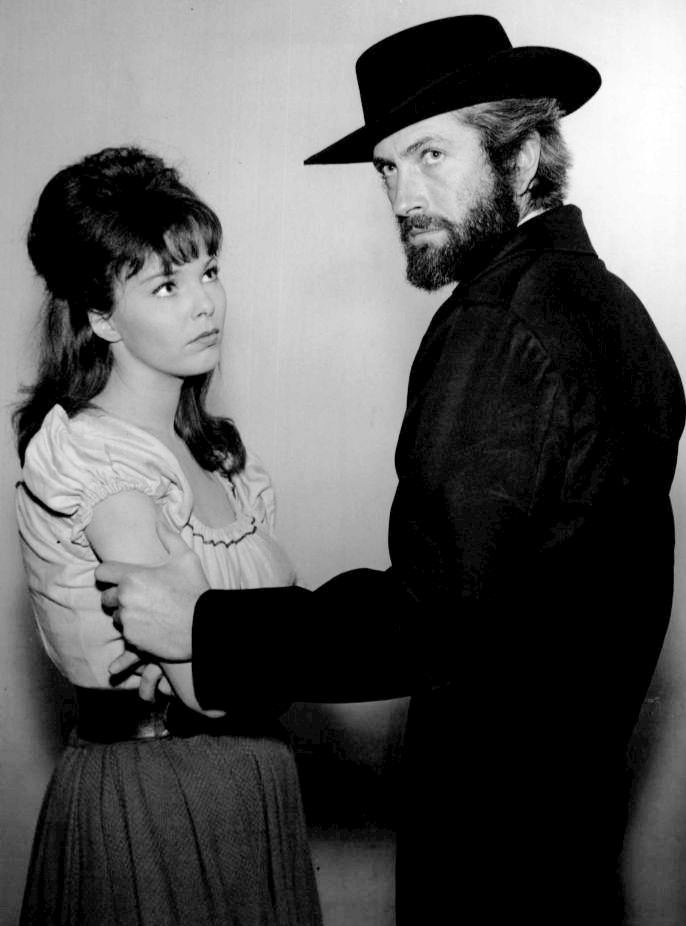

앤 헴(Anne Helm, 1938년 9월 12일 ~ )은 캐나다의 배우, 작가, 텔레비전 배우, 영화배우이다.
토론토에서 태어났다.

## 방송
- 제너럴 호스피털

## 영화
- 스파인 팅글러! 더 윌리엄 캐슬 스토리 (2007년)
- 기동전사 건담 시드 (2002년)
- 밀납의 악몽 (1969년)
- 하와이 5-0수사대 (1968년)
- FBI (1965년)
- 폴로우 댓 드림 (1962년)
- 7인의 기사 (1962년)
- 보난자 (1959년)
- 딜론 보안관 (1955년)